# Wetenschappelijk bureau
Een wetenschappelijk bureau is een aan een Nederlandse politieke partij gelieerde denktank.
Als een landelijke politieke partij in de Tweede Kamer of Eerste Kamer is vertegenwoordigd krijgt zij op grond van de Wet subsidiëring politieke partijen subsidie die speciaal bedoeld is voor het Wetenschappelijk bureau. De hoogte van deze subsidie is afhankelijk van het aantal Tweede Kamerleden van de partij. Dit wetenschappelijk bureau moet een onafhankelijke stichting zijn. Wetenschappelijke bureaus bestaan sinds 1945.
Zo'n wetenschappelijk bureau is een denktank, waar de partij nieuwe ideeën vandaan kan halen. Wetenschappelijke bureaus brengen vaak een blad uit waarin het interne debat wordt gevoerd, maken analyses van of doen voorstellen voor concrete problemen, en hebben vaak een eigen rol bij nieuwe verkiezingsprogramma's of beginselprogramma's.
Wetenschappelijke bureaus zijn ook kweekvijvers voor politiek talent. Jan Peter Balkenende werkte voor het wetenschappelijk bureau van het CDA, Ab Klink was er directeur. Joop den Uyl was directeur van het wetenschappelijk bureau van de PvdA. Femke Halsema en Ayaan Hirsi Ali werkten voor het wetenschappelijk bureau van de PvdA. André Rouvoet was directeur van het wetenschappelijk bureau van de Reformatorische Politieke Federatie en Gert-Jan Segers van het wetenschappelijk bureau van de ChristenUnie. Arjan Vliegenthart was directeur van het wetenschappelijk bureau van de SP. Jozias van Aartsen was directeur van de Teldersstichting, het wetenschappelijk bureau van de VVD.
Vergelijkbaar in België is de studiedienst van een partij.

## Lijst van wetenschappelijke bureaus
| Naam                                                         | Moederpartij          | Directeur/ Coördinator | Blad                                     |
| ------------------------------------------------------------ | --------------------- | ---------------------- | ---------------------------------------- |
| Mr. G. Groen van Prinsterer Stichting                        | ChristenUnie          | Trineke Palm           | Groen                                    |
| Wetenschappelijk Bureau BBB                                  | BoerBurgerBeweging    | Stephan Nuij           | Bijtijds                                 |
| Guido de Brès-Stichting                                      | SGP                   | Jan Schippers          | Zicht                                    |
| Mr. Hans van Mierlo Stichting                                | D66                   | Afke Groen             | Idee                                     |
| TeldersStichting                                             | VVD                   | Patrick van Schie      | Liberale Reflecties en Liberaal Journaal |
| Wetenschappelijk Bureau GroenLinks                           | GroenLinks            | Noortje Thijssen       | De Helling                               |
| Wetenschappelijk Bureau van de SP                            | SP                    | Ruud Kuin              | Spanning                                 |
| Wetenschappelijk Instituut voor het CDA                      | CDA                   | Pieter Jan Dijkman     | Christen Democratische Verkenningen      |
| Wiardi Beckman Stichting                                     | PvdA                  | Klara Boonstra         | Socialisme & Democratie                  |
| Wetenschappelijk Bureau 50PLUS                               | 50PLUS                | Maurice Koopman        |                                          |
| Nicolaas G. Pierson Foundation                               | Partij voor de Dieren | Vera Sýkora            |                                          |
| Renaissance Instituut                                        | Forum voor Democratie | Paul Cliteur           |                                          |
| Statera                                                      | DENK                  |                        |                                          |
| Charge Research Platform                                     | Volt Nederland        | Berrie van der Molen   |                                          |
| Clemencia-Redmond Stichting                                  | BIJ1                  |                        |                                          |
| Wetenschappelijk Bureau van de Onafhankelijke SenaatsFractie | OSF                   | John van Gorp          |                                          |
| Wetenschappelijk Bureau NSC                                  | NSC                   | Rosanne Hertzbeger     |                                          |